# Orgyia anceps
Orgyia anceps är en fjärilsart som beskrevs av Charles Oberthür 1884. Orgyia anceps ingår i släktet fjädertofsspinnare, och familjen tofsspinnare. Inga underarter finns listade i Catalogue of Life.